# المجلس الوطني الصحراوي
المجلس الوطني الصحراوي (بالإسبانية: Consejo Nacional Saharaui)‏ هو الهيئة التي تتولى السلطة التشريعية في الصحراء الغربية منذ عام 1974 ويتم انتخابه كل سنتين